# 諏訪兼紀

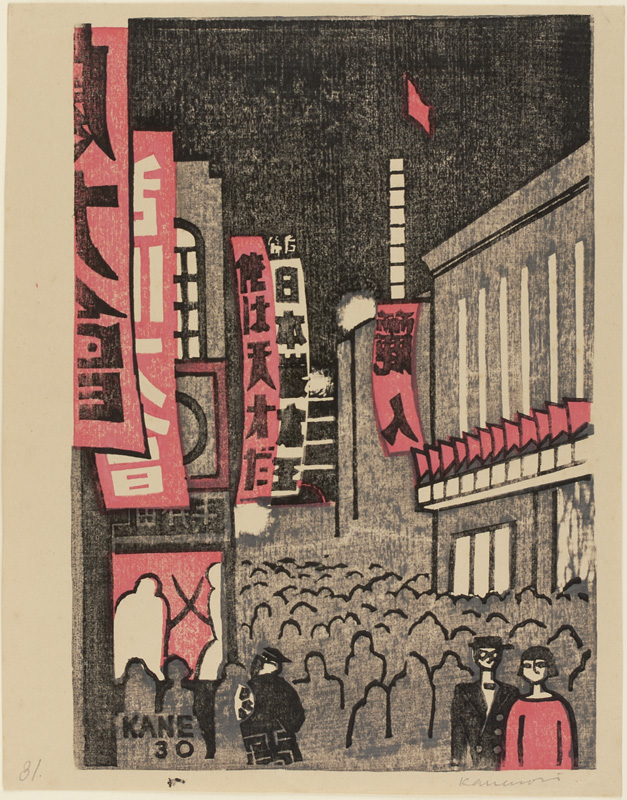
『浅草六区』,『新東京百景』より, 木版画(1930年)

諏訪 兼紀（すわ かねのり / かねき、1897年（明治30年） - 1932年（昭和7年）4月29日) は、日本の版画家、デザイナー。創作版画の運動に関わった。

## 生涯
鹿児島県（一説には東京府）で生まれた。早くに父と死別し、兵庫県神戸市灘で幼時から母一人子一人で暮らした。中学校4年の頃（16歳）から版画を始め（処女作《ONNA》）、中学卒業後、1914年（大正3年）に上京して本郷洋画研究所で藤島武二の指導を受けた。
1915年から1916年には鹿児島へ移り住み、地元の風景をスケッチブックに残した。この間、雑誌『こかげ』の創刊や「萬年青水彩画会」結成、機関誌『万年青』の創刊にも携わった。
1919年（大正8年）の日本創作版画協会第一回展（大阪・三越）を見て感激し版画家を志した。
同年鹿児島から神戸へ移った後、1920年（大正9年）には思想家の桜沢如一を知り、諏訪が1917年（大正6年）よりローマ字に興味を持っていた縁で、大和言葉のよみがえりを表すローマ字文芸誌の『YOMIGAERI』(1919年9月 - 1922年12月)に木版によるカットなどを発表した。これが、創作版画の運動家であった平塚運一や、諏訪が工房で指導した深沢索一の目に止まることになった。
1921年（大正10年）には日本創作版画協会展に参加した。第3回の出展にて《亡びゆく人々》が入選し、その後も各展で入賞を果たした。この年に再び上京して平塚らと会う。1923年（大正12年）には初めての版画集『SUWA-KANENORI SURIE-AWASE』を出版した。
1921年には資生堂へ入社し、1925年（大正14年）に同社の意匠部へ異動し、デザイナーとして出発。広告デザインも多く手がけ、資生堂の初代社長の福原信三もスマートで都会的なセンスのある彼の作品を愛し、福原が設立した日本写真会のマークをデザインした。
1927年（昭和2年）には《花と少女》で帝展への初入選を果たした。
1928年（昭和3年）には恩地孝四郎ら7名と「卓上社」を結成し、翌1929年（昭和4年）にはメンバーと「創作版画倶楽部」の創立に参加した。関東大震災での被災から復興した東京を描いた『新東京百景創作版画』の制作にも携わり、諏訪は《新橋演舞場》など12作を手がけた。
1931年（昭和6年）には日本版画協会に会員として加入し、第1回展に《千住風景》《サーカスの女と馬》《室内》を出品した。
1932年4月29日、東京根岸の病院にて急性盲腸炎により死去した。没後の同年5月16日から5月18日にかけて、資生堂ギャラリーで遺作展が開かれ、遺作集『小品六種 諏訪兼紀遺作小聚』（創作版画倶楽部刊）が刊行された。

## 受賞歴
※特記なきはすべて版画作品。
- 第3回日本創作版画協会展《亡びゆく人々》入選 - 1921年
- 第4回日本創作版画協会展《熟める10月》入選 - 1922年
- 第3回中央美術展《芍薬》（油彩画）入選 - 1922年
- 第5回日本創作版画協会展《母と子》入選 - 1923年
- 第8回帝展《花と少女》入選 - 1927年
- 第9回帝展《花と蝶》入選 - 1928年